# PZL-Mielec
PZL-Mielec är en polsk flygplanstillverkare och även helikoptertillverkare som bland annat har tillverkat Antonovplan på licens, så som AN-2, AN-28 och AN-38, ägs sedan 2007 av amerikanska Sikorsky. Man har också byggt egna flygplan som bl.a. PZL M-15 Belphegor och var ett jetdrivet biplan som tillverkades av polska PZL-Mielec för flygbesprutning. Såldes till Sovjetunionen i ett hundratal exemplar, tillverkningen upphörde 1981.
Man har tillverkat helikoptern Mil-2 på licens och idag tillverkas Black Hawk eftersom Sikorsky äger detta dotterbolag.